# Katharine Towne
Katharine Payne Towne (ur. 17 lipca 1978 w Hollywood) – amerykańska aktorka. Córka aktorki Julie Ann Payne i scenarzysty/aktora/reżysera Roberta Towne’a, laureata Oscara.
Jest znana jako odtwórczyni roli Mason w serialu HBO Powiedz, że mnie kochasz (Tell Me You Love Me, 2007). Ponadto pojawiła się m.in. w filmach Cheerleaderka (But I'm a Cheerleader, 1998), Mulholland Drive (2001) i Co kryje prawda (What Lies Beneath, 2000).